# ENTJ

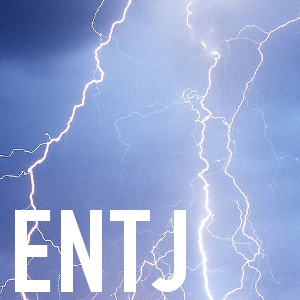
根据Myers-Briggs公司，ENTJ被称为“杀伐果断的战略家”（decisive strategist）。

ENTJ，是迈尔斯-布里格斯性格分类法（MBTI）中十六种人格类型之一:30-31，缩写意为外向（英語：Extraversion）、直觉（英語：iNtuition）、思考（英語：Thinking）、判断（英語：Judging）:6，原型来自荣格类型学理论中“以思考主导的外向型”（英語：Extraverts with dominant thinking），后来由迈尔斯和布里格斯完善为“以思考主导、以直觉辅助的外向型”（英語：Extraverts with dominant Thinking and auxiliary Intuition）:22-23。
在凯尔西气质分类法中，ENTJ被称为“陆军元帅”（英語：Fieldmarshal），属于理性主义者的四种气质之一。
综合各方统计，ENTJ类型约占人口的2-5%:197。

## 理论基础

### 迈尔斯-布里格斯性格分类法（MBTI）
《MBTI手冊》指出，該指標「旨在實施一種理論；因此必須理解理論才能理解MBTI」。MBTI強調天生差異的意義；其基本假設是，我們在理解自身經歷的方式上有着特定的偏好，這些偏好支撐着我們的興趣、需求、價值觀和動機。該理論的精髓是，人類的許多看似隨機變化的行為其實是相當有序而規律的，這是因為個體在「感知」和「判斷」的方式上存在根本差異。MBTI評量工具旨在幫助識別健康行為中的感知和判斷模式。
MBTI的理論基礎是瑞士精神科醫生卡爾·榮格（Carl Jung）在1921年提出的一項具影響力的理論——心理類型。榮格認為，人們使用實感、直覺、情感和思考四種主要的心理功能來體驗世界，而人在大多數時候由其中一種功能主導。綜上，榮格提出了兩對一分為二的認知功能的存在：
- 「理性」的判斷功能：思考和情感
- 「非理性」的感知功能：實感和直覺

榮格認為，對於每個人來說，每個功能都主要以內向或外向的形式表達。基於榮格的原始概念，布里格斯和邁爾斯開發了她們自己的心理類型理論，組成四個類別——外向/內向（E/I）、實感/直覺（S/N）、思考/情感（T/F）、判斷/感知（J/P）；根據MBTI的論述，每個人在每個類別中各有一個偏好的特質，形成16種獨特的類型。MBTI的16種類型由四個字母縮寫來指代，這些縮寫分別來自該類型4種偏好的英文名稱首字母，不過「Intuition」（直覺）除外，它使用縮寫「N」來將其與「Introverted」（內向）的「I」區分開來。
| MBTI的16種類型                                       |      |      |      |
| ISTJ                                                 | ISFJ | INFJ | INTJ |
| ISTP                                                 | ISFP | INFP | INTP |
| ESTP                                                 | ESFP | ENFP | ENTP |
| ESTJ                                                 | ESFJ | ENFJ | ENTJ |
| 這個類型指標由邁爾斯所創，以擴展榮格的心理類型理論。 |      |      |      |

### 凯尔西气质分类法
大衛·凱爾西（David Keirsey）在了解MBTI系統後開發了「凱爾西氣質分類法」，這四種「氣質」可追溯到古希臘的傳統。他將這些氣質映射到邁爾斯與布里格斯創建的SP、SJ、NF和NT分組，並為MBTI的16種人格類型逐個命名：
| SP組 （工匠）       | ESETIP創業者   | ISETIP手藝人 | ESEFIP表演者 | ISEFIP作詞人 |
| SJ組 （監護人）     | ESITEJ監督人   | ISITEJ調查員 | ESIFEJ供給者 | ISIFEJ保護者 |
| NF組 （理想主義者） | ENIFEJ教育家   | INIFEJ咨詢師 | ENEFIP捍衛者 | INEFIP治療師 |
| NT組 （理性主義者） | ENITEJ陸軍元帥 | INITEJ策劃人 | ENETIP發明家 | INETIP建築師 |

## 类型动力学

### 四个偏好
MBTI通過以下偏好將人們歸類：:5-7
- 能量態度（注意力方向與能量來源）：外向或內向（E/I）
- 感知功能（信息收集方式）：實感或直覺（S/N）
- 判斷功能（決策方式）：思考或情感（T/F）
- 生活態度（對待外在世界的方式）：判斷或感知（J/P）

四個字母的組合遵循E/I、S/N、T/F、J/P的順序，由此產生了16種可能的字母組合，如ESTJ、ISFP、INFJ、ENTP等16種獨特的類型:29。在MBTI的理論中，「類型」表達的信息量不只是「4個偏好」，它代表了功能（S、N、T、F）、能量態度（E、I）以及對外界的態度（J、P）之間的一組複雜的動態關係:29。根據MBTI的論述，每組二分法的兩個「偏好」類似左撇子與右撇子，人們確實會使用雙手，但通常會用喜歡的那隻手伸手，因為那樣更自然:117。更重要的是，所有偏好和類型都同樣有價值，MBTI並不顯示一個人的能力。每種人格類型都有它自己的潛在優勢，和提供機遇能讓這優勢成長的領域:52
- E——外向态度相对于内向态度（I）。偏好外向态度的人喜欢通过积极参与许多不同的活动来获取能量。他们置身人群时感到兴奋，并乐于激励他人。他们喜欢付诸行动以实现某些事情。他们通常对这个世界有归属感。当他们可以大声谈论一个问题并听取别人的意见时，通常会更好地理解它[25]。
- N——直觉功能相对于实感功能（S）。偏好直觉功能的人对外来信息的关注点侧重于印象、含义和规律。他们偏好的学习方式是思考问题，而非动手实践。他们对新事物和可能性感兴趣，因此他们更多地思考未来，而非过去。他们喜欢研究象征性事物和抽象理论，即使未知如何将其应用出来。他们对事件的记忆更多是整体印象，而不是真实发生的事实或细节[26]。
- T——思考功能相对于情感功能（F）。偏好思考功能的人倾向于通过基本真理和原则来做决定，不管实际情况如何。他们喜欢分析优缺点，并希望做出前后一致且合乎逻辑的决策。他们试图不带有任何感情，不受自己或他人的意愿影响[27]。
- J——判断态度相对于感知态度（P）。偏好判断态度的人在他们的外在生活中使用其判断功能——思考（T）或情感（F）。他们似乎更喜欢有计划或有秩序的生活方式，喜欢把事情安排得井然有序。完成决策使他们感到更安心，并喜欢尽可能地掌控生活[28]。

### 认知功能

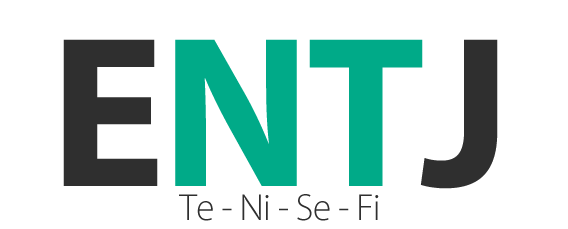
ENTJ类型的功能层级

根据类型动力学，MBTI四组偏好中4种功能（S、N、T、F）通过不同态度（E、I、J、P）进行组合和互动，最终形成“功能叠列”（英語：function stack），即完整的人格类型。在功能叠列中，4个功能根据它们的“意识”强度进行降序排列，依次为“主导”（英語：dominant）、“辅助”（英語：auxiliary）、“第三”（英語：tertiary）及“劣势”（英語：inferior）功能，即第一至第四功能。主导功能是人格类型的核心优势，辅助功能则相当于副驾驶，而第三与劣势功能的意识和发育都较少。
随着类型发育（英語：type development）的终身过程，个体将逐步获得对两个感知功能（S/N）及两个判断功能（T/F）的更大控制和熟练度。一般情况下，主导功能在7岁以前开始发育，辅助功能则在20岁以前开始发育，第三功能和劣势功能则分别出现于中年时期或更晚。
根据类型动力学，ENTJ类型的主导、辅助、第三及劣势功能（即第一至第四功能）分别为外向思考（Te）、内向直觉（Ni）、外向实感（Se）及内向情感（Fi）。

#### 主导功能：外向思考（Te）
外向思考（简称Te）是偏好思考和判断类型（xxTJ）的主导或辅助功能。根据《MBTI手册》第三版，Te的定义如下：
| 通过运用明晰度、目标导向和果断行动，寻求对外部环境的逻辑秩序:23。 |

根据德伦特博士（Dr. A.J. Drenth）的论述，Te在人际关系中表现出理性判断并诉诸断言，因此TJ类型的人被形容为“大声地思考”。Te旨在理性地理解并完善外部系统或体系，以增强其效率和效益，过程中利用了经验数据和既定程序。综上，学者将Te功能描述为“结构化”。
对于ENTJ型的人而言，主导功能Te支持他们直截了当地表达观点与判断，这可促使他们成为坚定的领导者，但也可能令他们趋于粗暴、武断、控制欲过强；他们事后可能会对自己过于严厉的发言感到后悔。Te功能试图将秩序、理性和效率强加给外界，因此ENTJ类型坚持清晰的方针、计划和作业流程，并极力避免不确定性。作为思考主导的类型，他们非常投入工作，但他们并不善于放松身心或享受悠闲的生活。

#### 辅助功能：内向直觉（Ni）
内向直觉（简称Ni）是偏好直觉和判断类型（xNxJ）的主导或辅助功能。根据《MBTI手册》第三版，Ni的定义如下：
| 将能量引导向内，专注于潜意识图像、关联和规律，以此形成内在视野及洞察力:23。 |

根据德伦特博士（Dr. A.J. Drenth）的论述，Ni使用者尤其依赖视觉感官，即以图像思考，许多INJ型的人常被指具有远见和洞察力。Ni的视觉本质与Se相关，但Se协调环境的细节，而Ni更多地关注整体印象和深度洞悉。Ni功能被描述为“看见”，除了指心智的视觉化，亦指“理解”——俯瞰大局，或是看透表象。
对于ENTJ型的人而言，他们通过辅助功能Ni发展出前瞻性思维，以未来和变化为导向。与Ne功能不同的是，Ni对未来的认知较为单一而明确，这使得ENTJ类型的人通常对自己靠Ni得出的洞见颇为自信。他们通过Ni功能建立起大局观，有助他们成为有远见的战略分析家。更重要的是，Ni功能有助ENTJ型的人确保其Te的判断是建基于更广泛而全面的认知，可避免他们过于武断地下定论。

#### 第三功能：外向实感（Se）
外向实感（简称Se）是偏好实感和感知类型（xSxP）的主导或辅助功能。根据《MBTI手册》第三版，Se的定义如下：
| 将能量向外引导，并通过专注于当下积累的详细而准确的感官数据，来获取信息:23。 |

根据德伦特博士（Dr. A.J. Drenth）的论述，Se功能常与五感相关，协调个体与物理环境的关系，这种动物本能可以很好地适应弱肉强食的社会。因此SP型的人充满了本能的感官欲望，喜欢新奇的感官刺激、物质享受和动作带来的快感，甚至会养成奢侈的品味，因为他们欣赏这种地位象征。综上，Se功能被描述为“体验”。
对于ENTJ型的人而言，他们可能会通过第三功能Se发展出某种世俗性，享受新奇的感官体验和物质财富，其他NJ类型也不例外。他们对于自己的家庭和事业要求颇高，尤其是要具有良好的社会观感和社经地位。尽管ENTJ型的人也享受物质生活，但他们大多数时候优先聚焦于他们Te的工作，难以从百忙之中抽出时间进行Se的体验。

#### 劣势功能：内向情感（Fi）
内向情感（简称Fi）是偏好情感和感知类型（xxFP）的主导或辅助功能。根据《MBTI手册》第三版，Fi的定义如下：
| 通过对自己和他人的内在价值观及外在行为的敏感度，寻求颇具意义且复杂的内在和谐:23。 |

根据德伦特博士（Dr. A.J. Drenth）的论述，Fi功能导向内部，以高度独立为基础，引导并管理个人情感和价值观。FP类型的人通常不会直抒胸臆，而是借由其他认知功能来表达。他们以核心价值观来引导生活与事业，若自己的价值观受到挑战，他们会不惜违抗社会规范。由于Fi功能比任何其他功能都更能自然地欣赏生命本身的神圣价值，学者将Fi功能描述为“珍视”。
对于ENTJ型的人而言，劣势功能Fi常被他们所忽略。他们通常难以捉摸内在的价值观，且个人情感体验薄弱，在情感场合中往往显得冰冷而机械化。ENTJ类型对内在价值体系的自信和控制感较弱，他们转而专注于管理和控制外在环境，这一补偿机制与IFP类型相反。话虽如此，ENTJ型的Fi功能仍然在他们的潜意识中发挥着有限的影响力，成熟的ENTJ类型将会拥有基于个人信仰的事业，以及人生的终极目标。

## 特征
根据《MBTI手册》，以下是偏好ENTJ类型的人可能有的天赋、特质、外在评价和潜在的成长空间:64,89-91。
《MBTI手册》对ENTJ类型的简述如下:64：
为人坦率、行事果决，随时承担领导责任。迅速地发现不合逻辑而效率低下的流程与政策，通过构建并部署全方位的系统，来化解组织架构的问题。热衷于制定长远的计划和目标。通常见多识广，博览群书，乐于扩充自己的知识储备，并传授给他人。在表达想法的时候雄浑有力。

### 天赋
偏好ENTJ类型的人是天生的领导者和组织建设者。他们乐于通过构思和制定理论，将各种可能性转化为计划，以实现短期和长期目标。他们很容易发现不合逻辑和效率低下的作业流程，并有强烈的冲动去予以纠正——将人力与局面组织起来，使之朝着正确的方向发展:90。
ENTJ型的人是有远见的战略家，善于为他们负责的人群和组织规划对未来的需求:90。

### 特质
属于ENTJ类型的人主要在外部世界使用他们的思考偏好，因此他们是天生的批判家。他们建构起自己的标准，并将这些标准强而有力地应用在其他人、组织以及他们自己身上。他们非常重视智慧与职能（英語：competence），并对一切低效和无知的人事物感到厌恶。在情况需要时，他们可以无比地坚强:90。他们很可能是：
- 喜欢分析、讲求逻辑、在客观上批判的
- 杀伐果决、思路明确、坚定而自信的[2]:90

ENTJ类型是富有好奇心的知识分子，寻求新理念，喜欢复杂的问题。他们主要在内部世界使用他们的直觉偏好，来构想各种可能性，并形成深刻见解，再将其应用于他们的决策和计划中:90。他们可能：
- 重视概念和大局观的思想家
- 开创性的理论家和策划师[2]:90

ENTJ型的人通常极为擅于解决有关组织架构的问题。他们对组织内部错综复杂的关联性十分敏锐，是具有战略眼光的行动派——他们超前思考、预判问题，制定全盘的计划与系统，并部署人力物力来达成目标。他们通常对例行的维护事务不感兴趣，更喜欢新的挑战:90-91。

### 外在评价
ENTJ类型喜欢与他人进行可激发灵感的互动，并因此而充满精力。他们经常对他人的言行提出质疑，并期望他人自我辩护，从而达到相互学习的目的。他们欣赏并寻找那些知识渊博、且敢于直抒己见的人，希望与他们进行有说服力的辩论:91。
ENTJ型的人喜欢直截了当地把事情办妥，但他们对思想的热爱会将他们带入更广泛的直觉探索与讨论中。他们言语流畅、果断、自信，并渴望控制他人，但这有时可能令人难以招架:91。其他人可能认为ENTJ类型是：
- 直来直往、具挑衅性、干脆果断的
- 客观、公平、激发灵感的[2]:91

### 潜在的成长空间
有时候，生活环境并不支持ENTJ类型的人发展和表现他们的直觉（N）和思考（T）偏好:91。
- 如果ENTJ类型没有开发其直觉功能，他们可能未将其他选择与可能性纳入考虑，便过早地做出决定。结果，他们果断的特质会变成独断专行[2]:91。
- 如果ENTJ类型没有开发其思考功能，他们可能缺乏可靠的方法来评估自己的深度见解并制定计划。结果，他们在决策上可能变得出尔反尔、变化莫测[2]:91。

如果ENTJ找不到一个可以发挥其天赋并赞赏其贡献的地方，他们通常会感到沮丧:91，并可能会：
- 变得过分冷漠和批判
- 动辄发号施令、干涉他人，但闭目塞听
- 变得强横粗暴，言语具攻击性[2]:91

ENTJ类型对他们不偏好的情感（F）和实感（S）功能的关注较少，这本来是正常的:91。然而，如果他们过于忽视这些部分，他们可能会：
- 忽略或轻视他人对个人关系、感恩之情和赞赏的需求
- 未能在计划中考虑到他人需要的额外支持和作业时间
- 忽视完成计划所需的具体细节和现实因素[2]:91

在庞大的压力下，ENTJ可能会深陷自我怀疑（英語：self-doubt），感到孤独和不受赏识，并且无法向他人表达自己的痛苦:91。

## 统计学

### 人口分布
根据心理类型应用中心（Center for Applications of Psychological Type）按美国人口类型分布的推算数据显示，ENTJ类型约占人口2-5%；性别分布方面，ENTJ在女性人口大约占1-4%，在男性人口则约占3-6%。
不过，根据凯尔西气质分类法所指，ENTJ所对应的气质“陆军元帅”（英語：Fieldmarshal）只占人口不足2%:197。

### ENTJ之最
根据《MBTI手册》第三版的研究结果，ENTJ类型在美国统计中显示出以下特殊趋势:92-93：
- 与身体相关的应对策略（英語：coping resources）在16个类型中水平最高
- 在“工作”和“财务”两方面报告的压力最低；最常见的压力应对方法是“尝试思考各种方案”
- 在“情感耗竭（英语：Emotional exhaustion）”职业倦怠量表（英語："Emotional exhaustion" burnout scale）中排名最低的类型
- “消极情感感受力（英语：Negative affectivity）”最低的类型
- 大学保留率（英語：college retention）最高的类型
- 收入水平最高的类型之一
- 对于工作环境，是喜欢“各种任务”、“不同背景的人”及“国际机遇”的人群中最常见的类型；是喜欢“循规蹈矩”的人群中最罕见的类型

### 注脚
1. ↑  . share.themyersbriggs.com. The Myers-Briggs Company.   [2023-12-28].
2. 1 2 3 4 5 6 7 8 9 10 11 12 13 14 15 16 17 18 19 20 21 22 23 24 25 26 27 28 29 30 31 32  Myers, Isabel; McCaulley, Mary; Quenk, Naomi; Hammer, Allen.  3rd. Consulting Psychologists Press. 1998. ISBN 978-0-89106-130-4.
3. ↑  .   [2023-12-28]. （原始内容存档于2009-05-13）.
4. 1 2  . keirsey.com.   [2023-12-28]. （原始内容存档于2023-12-28） （英语）.
5. 1 2  Keirsey, David.  1st. Prometheus Nemesis Book Co. May 1, 1998 [1978]. ISBN 1-885705-02-6.
6. 1 2  .   [2011-02-02]. （原始内容存档于2017-09-11）.
7. ↑  雪力（夏瑄澧）.  初版. 三采文化股份有限公司. 2023-03-31  [2023-07-26]. ISBN 978-626-358-056-5. （原始内容存档于2023-09-29） （中文（臺灣））.
8. ↑  . TED-Ed.   [2023-07-26]. （原始内容存档于2023-09-29） （英语）.
9. ↑  Myers et al. 1998，第1頁.
10. ↑  Psychological Testing: Principles, Applications, and Issues (2009), p. 502.
11. 1 2  . www.myersbriggs.org. Myers & Briggs Foundation.   [2023-08-22]. （原始内容存档于2023-08-04） （英语）.
12. ↑  Jung, Carl Gustav. . . Princeton University Press. 1971. ISBN 978-0-691-09770-1.
13. ↑  Berens, Linda V.; Nardi, Dario. . . Telos Publications. 2004: 3  [2023-05-25]. ISBN 978-0-9664624-2-5 （英语）. According to Jung, the goal is not to use all the functions equally well but to have one that is dominant or trusted and developed most.
14. ↑  Huber, Kaufmann & Steinmann 2017，第34頁.
15. 1 2  Myers et al. 1998，第6-7頁.
16. ↑  Myers & Myers 1995，第17頁.
17. ↑  Myers et al. 1998，第29頁.
18. ↑  . www.myersbriggs.org. Myers & Briggs Foundation.   [2023-08-06]. （原始内容存档于2023-08-07）.
19. ↑  Myers et al. 1998，第23頁.
20. 1 2  . www.myersbriggs.org. The Myers & Briggs Foundation.   [2023-05-23]. （原始内容存档于2023-06-03）.
21. ↑  . www.myersbriggs.org. Myers & Briggs Foundation.   [2023-08-06]. （原始内容存档于2023-08-04） （英语）.
22. ↑  Keirsey, David.  1st. Prometheus Nemesis Book Co. May 1, 1998 [1978]. ISBN 1-885705-02-6.
23. ↑  . The Myers & Briggs Foundation.   [2023-06-02].
24. ↑  Myers, Isabel Briggs; Mary H. McCaulley.  2nd. Palo Alto, CA: Consulting Psychologist Press. 1985. ISBN 0-89106-027-8 （英语）.
25. ↑  . www.myersbriggs.org. The Myers & Briggs Foundation.   [2023-06-04]. （原始内容存档于2021-05-10）.
26. ↑  . www.myersbriggs.org. The Myers & Briggs Foundation.   [2023-06-04]. （原始内容存档于2021-05-10）.
27. ↑  . www.myersbriggs.org. The Myers & Briggs Foundation.   [2023-06-04]. （原始内容存档于2023-05-20）.
28. ↑  . www.myersbriggs.org. The Myers & Briggs Foundation.   [2023-06-04]. （原始内容存档于2023-04-11）.
29. 1 2 3  Dr. A.J. Drenth. . Personality Junkie.   [2023-06-11]. （原始内容存档于2023-03-26）.
30. 1 2  . www.myersbriggs.org. The Myers & Briggs Foundation.   [2023-06-11]. （原始内容存档于2023-05-14）.
31. ↑  . www.myersbriggs.org. The Myers & Briggs Foundation.   [2023-06-11]. （原始内容存档于2023-05-17）.
32. 1 2 3 4 5  . Personality Junkie.   [2023-12-28]. （原始内容存档于2024-05-20）.
33. 1 2 3 4 5 6 7 8  . Personality Junkie.   [2023-06-07].
34. ↑  .   [2023-12-28]. （原始内容存档于2023-10-31）.
35. ↑  Keirsey, David. . Del Mar, CA: Prometheus Nemesis Book Company. 1998. ISBN 978-1-885705-02-0.